# Allison Schroeder
Pour les articles homonymes, voir Schröder.
 Allison Schroeder est une scénariste et productrice américaine.

## Biographie
Allison Schroeder étudie à la Melbourne High School en Floride ; elle en sort diplômée en 1997. Elle est stagiaire à la NASA, où ses grands-parents travaillent. Elle prend ensuite des cours en économie à l'université Stanford. Après deux ans de travail dans le conseil, elle intègre le cursus de production cinématographique de l'université du Sud de la Californie.

## Filmographie
- 2007 : Jay and Seth versus the Apocalypse, court-métrage d'animation : scripte
- 2007 - 2008 : Smallville (série télévisée) : assistante de production
- 2008 : Délire Express : assistante de production
- 2011 : Lolita malgré moi 2 : scénariste
- 2013-2014 : Side Effects : scénariste et productrice
- 2016 : Les Figures de l'ombre : scénariste
Nommée à l'Oscar du meilleur scénario adapté, au British Academy Film Award du meilleur scénario et au Satellite Award du meilleur scénario adapté
- 2018 : Jean-Christophe et Winnie (Christopher Robin) : scénariste
- 2023 : Agent Stone (Heart of Stone) de Tom Harper : scénariste